# Pseudospondias microcarpa
Pseudospondias microcarpa ist eine Pflanzenart in Familie der Sumachgewächse aus West- und Zentralafrika bis in den Sudan und nach Uganda, Sambia, Tansania und Kenia.

## Beschreibung
Pseudospondias microcarpa wächst als Strauch oder meist als Baum bis über 35 Meter hoch. Der bis zu 2 Meter dicke Stamm ist geriffelt oder es sind Brettwurzeln ausgebildet. Die gräuliche, relativ glatte Borke ist im Alter schuppig.
Die wechselständigen und gestielten Laubblätter sind unpaarig gefiedert mit 10–34 Blättchen. Die meist kahle Rhachis ist etwa bis 50 Zentimeter lang. Die leicht ledrigen, kurz gestielten und fast, meist kahlen Blättchen sind ganzrandig, eiförmig bis -lanzettlich bis elliptisch, lanzettlich oder länglich bis verkehrt-eiförmig, -eilanzettlich. An der Spitze sind sie rundspitzig bis bespitzt oder spitz bis zugespitzt, geschwänzt. Die Blättchen sind 5–20 Zentimeter lang und 3–8 Zentimeter breit, die kurzen rinnigen Stiele sind bis 1 Zentimeter lang.
Pseudospondias microcarpa ist zweihäusig diözisch. Es werden bis 20–50 Zentimeter lange, mehr oder weniger rot-bräunlich behaarte und achselständige, vielblütige, lockere Rispen gebildet. Die weißlichen, sehr kleinen und funktionell eingeschlechtlichen Blüten sind 4–5zählig mit doppelter Blütenhülle. Die 1 Millimeter langen Kelchblätter und die 2 Millimeter langen Kronblätter sind dachig. Die männlichen Blüten enthalten 8–10 kurze, ungleich lange Staubblätter, die episepalen sind etwas kürzer, und einen Pistilode sowie einen gekerbten oder lappigen Diskus. Die weiblichen Blüten besitzen einen oberständigen, vier- fünfkammerigen Fruchtknoten mit vier, leicht seitlichen und minimalen Griffeln und kurze Staminodien.
Es werden bis 2,5 Zentimeter lange, erst rötliche dann violette bis purpurfarbene oder bläulich-schwarze und oft einsamige (1–2), ellipsoide, olivenförmige, glatte Steinfrüchte gebildet. Der holzige, längliche Steinkern ist vier- fünfkammerig, -eckig mit kleinen Keimdeckeln (Operculum) an der Spitze. Die länglichen Samen sind 10–15 Millimeter lang und bis 4 Millimeter breit. Das Fruchtfleisch ist dünn, mit harzig-terpentinigem Geruch.

## Taxonomie
Die Erstbeschreibung des Basionyms Spondias microcarpa erfolgte 1831 durch Achille Richard in J.B.A.Guillemin & G.S.Perrottet, Fl. Seneg. Tent. 1: 151. Die Umteilung in die Gattung Pseudospandias erfolgte 1883 durch Adolf Engler in A.L.P.P.de Candolle & A.C.P.de Candolle, Monogr. Phan. 4: 259. Weiter Synonyme sind Sorindeia obliquifoliolata Engl., Spondias angolensis O.Hoffm. und Spondias zanzee G.Don.